# 7時だヲ!モンストラックアウト 目玉に玉をぶち当てろ!SP!
7時だヲ!モンストラックアウト 目玉に玉をぶち当てろ!SP!（しちじだヲ モンストラックアウト めだまにたまをぶちあてろスペシャル）は、ゲームアプリ「モンスターストライク」のサービス開始4周年企画によって2017年10月13日に行われたイベント。8人のアスリートが8種類の球技を使ったモンストラックアウトのゲームに挑戦してもらい、何人成功するかというもの。

## 概要
ゲーム内でガチャを引く際にオーブがガチャリドラに放たれるが、その要領でアスリート達にそれぞれの球技の公式球でガチャリドラの左目を狙ってもらう。そしてその成功数から報酬などが決められる。競技開始前に江頭がモニターに映し出され大会を則った発言をし、失敗したら罰ゲームとルールを加えた。結果は成功は3名であった。番組終盤にモンスターストライクのCMにも出演中であった江頭2:50が場内に乱入し、生放送中に暴れたためモンスターストライクのユーザーに後日お詫びのオーブが届けられた。

## 出場選手
- ENTRY No.1：石井一久（野球）
- ENTRY No.2：栗原嵩（アメリカンフットボール）
- ENTRY No.3：古閑美保（ゴルフ）
- ENTRY No.4：瀬間友里加（テニス）
- ENTRY No.5：大畑大介（ラグビー）
- ENTRY No.6：石立真悠子（ハンドボール）
- ENTRY No.7：山本隆弘（バレーボール）
- ENTRY No.8：ラモス瑠偉（サッカー）

## 内容・ルール
モンスターストライクに登場するガチャリドラの左目に各競技の公式球でそれぞれ狙う。持ち球は各選手ひとり3球あり、1つでも的に当てることができれば成功となりその時点で終了となる。的は全競技共通だが、的までの距離は各競技ごとに設定された。各選手の投げ方、蹴り方、打ち方は予め決められた方法で挑戦となる。
- 野球
  - 距離：18.44m(ピッチャーマウンド)
  - 狙い方：オーバースロー
- アメリカンフットボール
  - 距離：18.288m(ロングパス:20ヤード)
  - 狙い方：フォワードパス
- ゴルフ
  - 距離：9.14m
  - 狙い方：ショートアプローチ[5]
- テニス
  - 距離：12.8m(サービスライン)
  - 狙い方：オーバーヘッドサーブ[6]
- ラグビー
  - 距離：10m(ノット10mライン)
  - 狙い方：キック
- ハンドボール
  - 距離：9m(フリースローライン)
  - 狙い方：ジャンプシュート
- バレーボール
  - 距離：9m(サービスライン)
  - 狙い方：ジャンプサーブ
- サッカー
  - 距離：16.5m(ペナルティエリアライン)
  - 狙い方：シュート

的には振動センサーが内蔵されており、ボールが触れセンサーが反応すると、的が点滅する仕組みである。センサーの不具合で的にボールが当たっても光らなかった場合や、的にボールが当たっていないが光った場合は、カメラのスロー再生を行い、成功 or 失敗の判定を審判団にて決定する。

## 予想・投票
モンスターストライクをインストールしているユーザーで8競技中何種目成功するかの投票が行われた。投票には運営側から事前に贈られたゲーム内のアイテムであるオーブ5個の中から1〜5個の好きな数を投資することで投票に参加ができた。投票後の変更は不可。成功種目数が的中した場合は投票したオーブの10倍の数がプレゼントされ、競技ごとの成功・失敗を全て的中させた場合は賞金3億円を的中者で山分けとなった。予想が外れた参加したユーザーにはアイテム「スタミナミン」が投票したオーブの2倍の数プレゼントされた。
投票は2017年10月9日午前4時〜2017年10月13日午前3時59分までの期間に行われた。

## 放送
本番当日である2017年10月13日の夜7時よりYouTubeLIVE、TwitterLIVE、BSスカパーで生中継した。
- MC：中山秀征
- アシスタント：新井恵理那
- 実況：大楽聡詞
- 解説：松木安太郎
- 出演者：石井一久、石立真悠子、大畑大介、栗原 嵩、古閑美保、瀬間友里加、山本隆弘、ラモス瑠偉
- ゲスト：河北麻友子、神奈月、杉村太蔵、田中道子